# Vrijeka
Vrijeka (ili Vrioka) je rijeka ponornica u Bosni i Hercegovini.
Nalazi se u Dabarskom polju, u istočnoj Hercegovini. Teče kroz općine Berkovići i Bileća. Duga je oko 2,5 kilometra, a ponire u ponoru Ponikva.